# Garéfeion
Garéfeion (Garefeio) är en ort i Grekland.   Den ligger i prefekturen Nomós Péllis och regionen Mellersta Makedonien, i den norra delen av landet, 400 km norr om huvudstaden Aten. Garéfeion ligger 153 meter över havet och antalet invånare är 663.
Terrängen runt Garéfeion är varierad. Runt Garéfeion är det ganska glesbefolkat, med 34 invånare per kvadratkilometer. Närmaste större samhälle är Aridaía, 6,1 km söder om Garéfeion. Trakten runt Garéfeion består till största delen av jordbruksmark.